# 塔堤揚娜二號
塔堤揚娜二號衛星，是一顆中華民國（台灣）與俄羅斯雙方合作的微衛星，2009年9月17日發射升空，2010年初衛星失聯。

## 緣由
中華民國國科會繼1998年與俄羅斯基礎科學研究機構簽署合作備忘錄以來，為促進雙方學術界在太空科學上的合作， 於是中華民國國家太空中心受國科會之委託執行台俄太空科學學術合作的規劃。

## 爭議
由於中華民國與俄羅斯關係並無直接邦交，這項合作計畫雖然中華民國支付7千萬新台幣左右的研發、製造及發射經費，但因為簽訂了秘密備忘錄，俄羅斯方面宣稱是與墨西哥、韓國研發。所有關於台灣的資訊並未被公開，包括合作的國立中央大學與國立成功大學亦不例外。而關於衛星製造與發射的延宕問題，俄羅斯方面也未曾與中華民國方面作任何知會或解釋。
微衛星的操作壽命原設計為1年，但發射之後就因電磁溢波的問題導致位在成功大學的地面通訊接收站無法與衛星通聯；後於2010年4月又被揭露，該衛星疑似遭太空碎片或帶電粒子撞擊使其失聯而救不回來，因此不到設計壽命的一半便失去作用。

## 大事紀
- 2005年8月19日，國家太空中心舉辦了向學術界徵求「台俄微衛星合作計畫」的公開說明會。
- 2005年9月9日，正式公告徵求計畫書。
- 2005年11月17日，完成遴選審查會，選出國立中央大學與國立成功大學兩個科學團隊進行合作計畫書的撰寫。
- 2006年4月1日，計畫正式啟動。
- 2006年5月，國立成功大學與莫斯科大學完成合約簽署。
- 2009年9月17日，由聯盟2號火箭載運發射升空，成功進入軌道。
- 2010年1月16日，因衛星姿勢無法控制，宣告任務放棄。

## 外部連結
- 台俄微衛星合作計畫
- Universitetsky 2 (Tatyana 2, RS 38) （页面存档备份，存于）

- 國家太空中心